# 彼得·班克斯
彼得·班克斯（英語：Peter Banks，1947年7月15日—2013年3月7日），英国吉他手，英国著名前卫摇滚乐队Yes的创始成员。2013年3月7日，因心肌梗塞病逝于伦敦家中，享年65岁。